# Ottersberg
Ottersberg település Németországban, azon belül Alsó-Szászország tartományban. Lakosainak száma 13 386 fő (2023. december 31.).

## Népesség
A település népességének változása:
| Lakosok száma | 12 733 | 12 818 | 12 905 | 13 224 | 13 496 | 13 386 |
|               | 2016   | 2017   | 2019   | 2021   | 2022   | 2023   |